# Angelina Trouillet
Pour les articles homonymes, voir Trouillet.
Angelina Trouillet, pseudonyme d'Angélique Léonie Trouillet, née à Nîmes le 3 janvier 1831 et morte à Paris le 15 février 1881 est une photographe française.
Photographe portraitiste, elle a été active à Paris dans les années 1860 et 1870.

## Biographie
Angelina Trouillet naît à Nîmes le 3 janvier 1831 sous le nom d’Angélique Léonie Trouillet. Elle est la fille de Joseph Michel Trouillet, dessinateur, et d'Anne Pradel. Sa mère mère meurt en 1836.
Établie à Paris avec son père, qui s'est remarié, elle débute probablement en 1862, sous le nom d’Angelina Trouillet, comme photographe de la Société nationale d'encouragement au bien. Cet organisme de bienfaisance, créé en septembre 1862, s'est donné pour but de « propager parmi la classe ouvrière les principes et les habitudes de moralité, d'ordre d'économie et de tempérance. » Angelina Trouillet réalise les portraits des membres du conseil d’administration de la société : 28 de ces portraits cartes de visite sur papier albuminé, d'après des négatifs sur verre au collodion, sont regroupés dans un album. L'atelier qu'elle loue est situé dans le quartier des Batignolles au 16, rue du Boulevard (future rue Darcet). Au dos des photos-cartes qu'elle commercialise, elle indique être spécialisée dans « les agrandissements, les reproductions et les portraits d'enfants ».
En 1867, le journal satirique Le Charivari fait le portrait d’« une jeune photographe déjà fort habile en son art, et qui n’a qu’un tort au point de vue de la vogue, celui de demeurer aux Batignolles, c’est Mlle Angelina Trouillet.
Laborieuse et souriante, elle soutient et console un vieux père aveugle et une vieille belle-mère paralysée. Jamais le sacrifice et l’abnégation de soi-même ne furent poussés à de telles limites. Pour peindre avec la chaleur voulue ce courage, ces épreuves, cette patience, ce calme, il faudrait la plume émue de Nadar. »
Sa belle-mère puis son père meurent en 1868, à leur domicile de la rue du Boulevard. L'année suivante, Angelina Trouillet épouse Pierre Durant, comptable,.
Vers 1870, elle reprend, pour en faire sa succursale, l'atelier J. Laplanche et Cie, situé au 87, rue Legendre, (ancien 36, rue d’Orléans-Batignolles). Vers 1863, Jeanne Laplanche avait elle-même succédé à Mme Vaudé-Green qui avait ouvert l'atelier vers 1859, sous la dénomination Photographie catholique,,. Angelina Trouillet le conserve, sous la même dénomination, jusqu’en 1876 environ.
L'année suivante, la photographe, désormais appelée Mme Durand-Trouillet, déplace son atelier porte Maillot, dans un immeuble donnant à la fois 99, boulevard Gouvion-Saint-Cyr et 236, boulevard Pereire. Si les annuaires du commerce continuent de la mentionner à ces deux adresses jusqu'en 1884, elle cesse probablement son activité dès 1879 : le 99, boulevard Gouvion-Saint-Cyr devient cette année-là l'adresse de l'atelier Garbe & Laisné,.
Elle meurt, sous le nom d'Angelina Trouillet, épouse Durant, à l'âge de 50 ans le 15 février 1881, à son domicile parisien du 20, rue Boissy-d'Anglas,. Elle est enterrée trois jours plus tard au cimetière du Père-Lachaise.

## Collections publiques
- Paris, Bibliothèque nationale de France[22].

## Exposition
- Qui a peur des femmes photographes ?, du 4 octobre 2015 au 24 janvier 2016, Paris, musée d'Orsay, musée de l'Orangerie[23].